# Intel QuickPath Interconnect
Na tecnologia da informação, Quickpath interconnect é uma conexão ponto-a-ponto unidirecional de alta velocidade, disponibilizada e desenvolvida na segunda metade de 2008  pelo Intel MMDC (Massachusetts Microprocessor Design Center) e membros da DEC Alpha's Development Group (adquirida pela Intel). É usado em processadores para comunicação com dispositivos de I/O, tais como placas de vídeo e controladoras. Com a implementação do Quickpath em seus processadores, os mesmos passam a utilizar uma arquitetura de conexão direta para comunicação externa.
Os processadores que implementam o Quickpath como o core i7 contam ainda com um controlador de memória DDR3 integrado de 3 canais, o que aumenta a largura de banda total do processador e particularmente diminui a latência de acesso a memória, já que com o controlador implementado diretamente no die do processador, a memória é acessada diretamente, o que não acontecia com o legado Front Side Bus, onde os dados que trafegavam entre a memória e o processador passavam por esse barramento, criando assim um gargalo.

## Conexão
Um link Quickpath é formado por vinte pares diferenciais mais um par diferencial para encaminhamento de clock. Para interconectar dois dispositivos é necessário usar um par de links QuickPath, permitindo assim que os dispositivos interconectados transmitam e recebam dados simultaneamente.
Para facilitar a distância máxima entre os dois dispositivos e a flexibilidade, a conexão é definida em 5 camadas: física, link, roteamento, transporte e protocolo.

### Camada física
A camada física consiste nas trilhas que transportam o sinal, bem como os circuitos necessários para fornecer todas as funcionalidades relacionadas com a 
transmissão e recepção das informações 
transferidos através do link. Um link bidirecional consiste de dois links unidirecionais funcionando em cunjunto, com cada link transmitindo dados em uma direção.

### Camada link
A camada link tem três principais funções:
- Garantir a transferência de dados entre os links;
- É responsável pelo controle de fluxo entre dois dispositivos;
- Tem como função abstrair a camada física para as camadas mais elevadas.

### Camada de roteamento
A camada de roteamento é usado para determinar o curso que um pacote percorrerá até chegar a seu destino

### Camada de transporte
A camada de transporte fornece confiabilidade de transmissão entre dois dispositivos.

### Camada de protocolo
Nessa camada, o pacote é definido como a unidade de 
transferência.